# El Capitán (Texas)
O El Capitán é uma montanha no oeste do estado do Texas, nos Estados Unidos. Está situado dentro do Parque Nacional das Montanhas de Guadalupe e é o décimo pico mais alto do estado, sendo considerado como o mais característico da região oeste do Texas.
El Capitán é o mais alto cume da escarpada cordilheira dos Montes Guadalupe, um antigo recife de calcário. El Capitán está flanqueado na maior parte do seu períemtro por abruptas falésias, e as paredes destas são raramente escaladas dada a instabilidade da rocha que as compõe. 

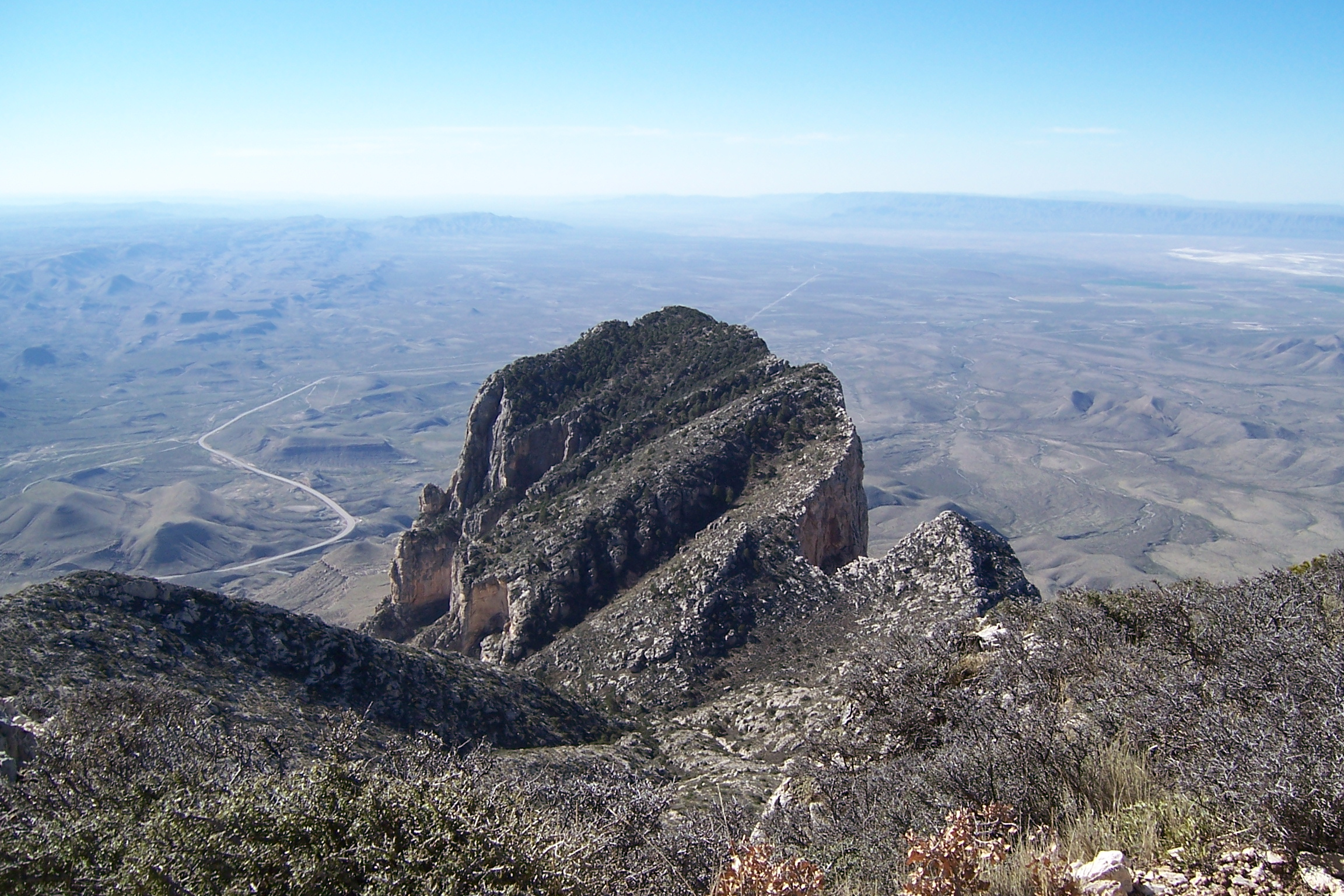
O topo do pico de El Capitán visto do cume do Pico Guadalupe.

Devido à sua característica forma, o El Capitán foi usado durante centenas de anos como ponto de referência dos viajantes na região. É um pico impressionante que se ergue de forma abrupta sobre o deserto de Chihuahua.
O El Capitán do Texas não deve confundir-se com o seu homónimo de Yosemite, que é semelhante em altitude e aspeto.